# Billboardlistans förstaplaceringar 2000
Detta är en lista över 2000 års förstaplaceringar på Billboard Hot 100. 

## Listhistorik
| Datum        | Låt                                   | Artist                                    |
| 1 januari    | Smooth                                | Santana featuring Rob Thomas              |
| 8 januari    | Smooth                                | Santana featuring Rob Thomas              |
| 15 januari   | What a Girl Wants                     | Christina Aguilera                        |
| 22 januari   | What a Girl Wants                     | Christina Aguilera                        |
| 29 januari   | I Knew I Loved You                    | Savage Garden                             |
| 5 februari   | I Knew I Loved You                    | Savage Garden                             |
| 12 februari  | I Knew I Loved You                    | Savage Garden                             |
| 19 februari  | Thank God I Found You                 | Mariah Carey featuring Joe och 98 Degrees |
| 26 februari  | I Knew I Loved You                    | Savage Garden                             |
| 4 mars       | Amazed                                | Lonestar                                  |
| 11 mars      | Amazed                                | Lonestar                                  |
| 18 mars      | Say My Name                           | Destiny's Child                           |
| 25 mars      | Say My Name                           | Destiny's Child                           |
| 1 april      | Say My Name                           | Destiny's Child                           |
| 8 april      | Maria Maria                           | Santana featuring The Product G&B         |
| 15 april     | Maria Maria                           | Santana featuring The Product G&B         |
| 22 april     | Maria Maria                           | Santana featuring The Product G&B         |
| 29 april     | Maria Maria                           | Santana featuring The Product G&B         |
| 6 maj        | Maria Maria                           | Santana featuring The Product G&B         |
| 13 maj       | Maria Maria                           | Santana featuring The Product G&B         |
| 20 maj       | Maria Maria                           | Santana featuring The Product G&B         |
| 27 maj       | Maria Maria                           | Santana featuring The Product G&B         |
| 3 juni       | Maria Maria                           | Santana featuring The Product G&B         |
| 10 juni      | Maria Maria                           | Santana featuring The Product G&B         |
| 17 juni      | Try Again                             | Aaliyah                                   |
| 24 juni      | Be with You                           | Enrique Iglesias                          |
| 1 juli       | Be with You                           | Enrique Iglesias                          |
| 8 juli       | Be with You                           | Enrique Iglesias                          |
| 15 juli      | Everything You Want                   | Vertical Horizon                          |
| 22 juli      | Bent                                  | matchbox twenty                           |
| 29 juli      | It's Gonna Be Me                      | 'N Sync                                   |
| 5 augusti    | It's Gonna Be Me                      | 'N Sync                                   |
| 12 augusti   | Incomplete                            | Sisqó                                     |
| 19 augusti   | Incomplete                            | Sisqó                                     |
| 26 augusti   | Doesn't Really Matter                 | Janet                                     |
| 2 september  | Doesn't Really Matter                 | Janet                                     |
| 9 september  | Doesn't Really Matter                 | Janet                                     |
| 16 september | Music                                 | Madonna                                   |
| 23 september | Music                                 | Madonna                                   |
| 30 september | Music                                 | Madonna                                   |
| 7 oktober    | Music                                 | Madonna                                   |
| 14 oktober   | Come on Over Baby (All I Want Is You) | Christina Aguilera                        |
| 21 oktober   | Come on Over Baby (All I Want Is You) | Christina Aguilera                        |
| 28 oktober   | Come on Over Baby (All I Want Is You) | Christina Aguilera                        |
| 4 november   | Come on Over Baby (All I Want Is You) | Christina Aguilera                        |
| 11 november  | With Arms Wide Open                   | Creed                                     |
| 18 november  | Independent Women Part I              | Destiny's Child                           |
| 25 november  | Independent Women Part I              | Destiny's Child                           |
| 2 december   | Independent Women Part I              | Destiny's Child                           |
| 9 december   | Independent Women Part I              | Destiny's Child                           |
| 16 december  | Independent Women Part I              | Destiny's Child                           |
| 23 december  | Independent Women Part I              | Destiny's Child                           |
| 30 december  | Independent Women Part I              | Destiny's Child                           |